# Helsinki nemzetközi repülőtér

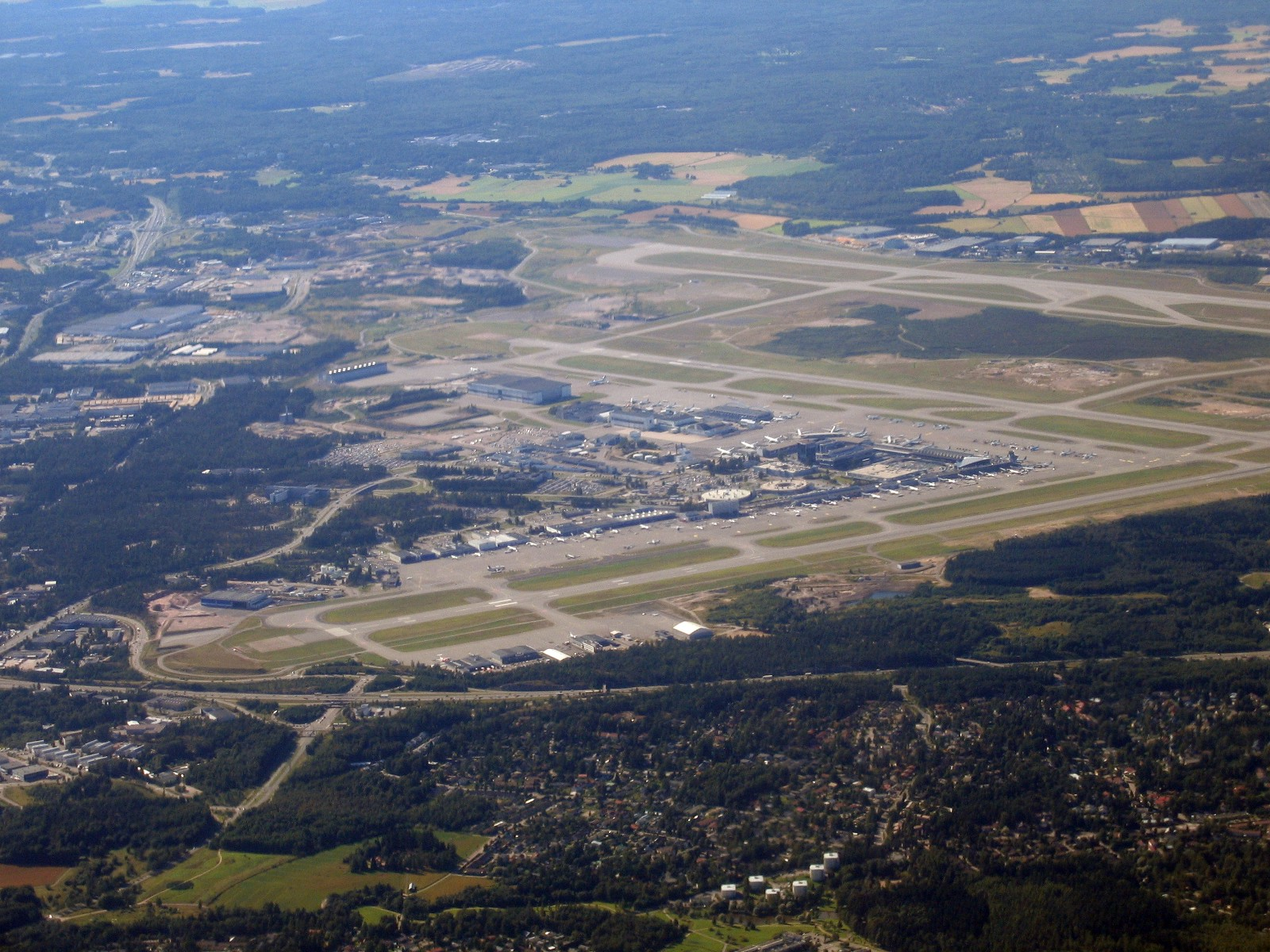
A helsinki repülőtér a levegőből

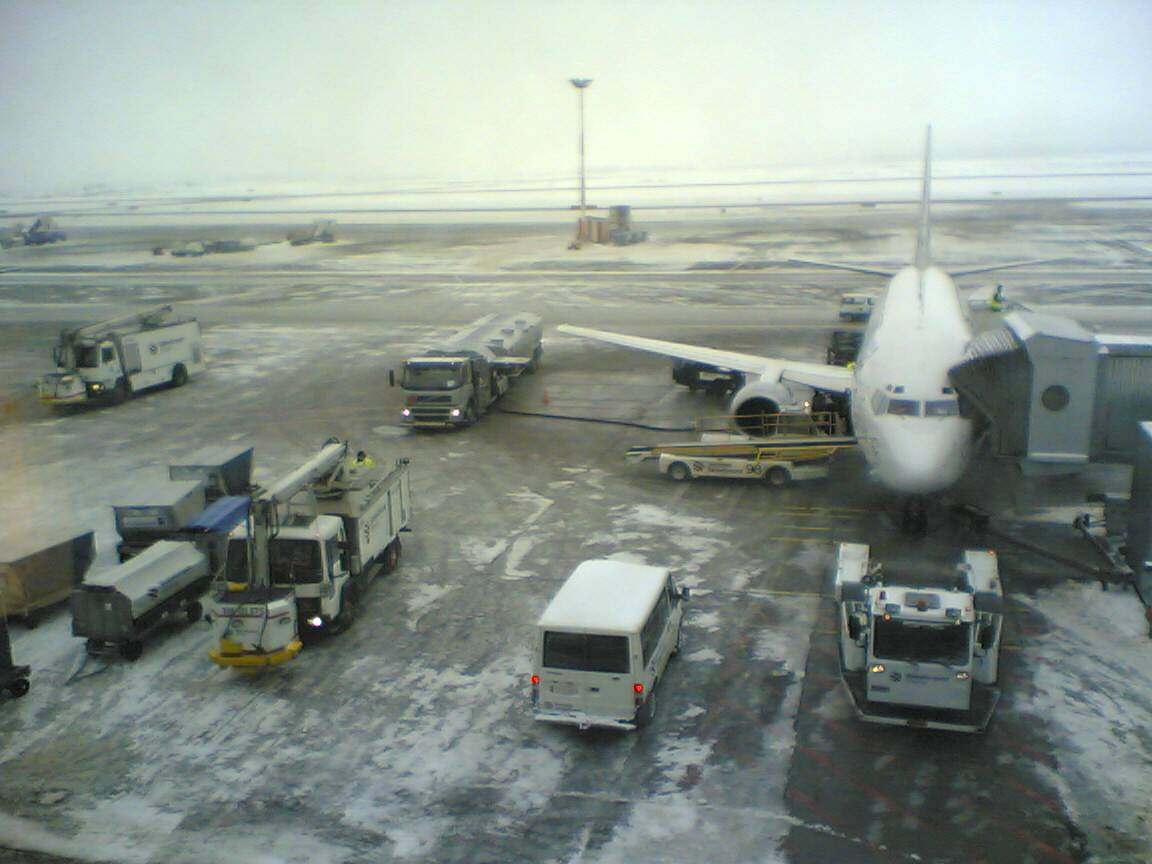
A helsinki repülőtér télen

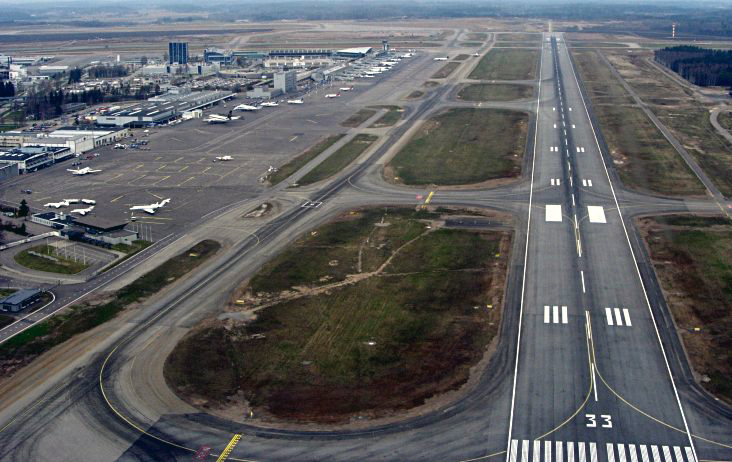
A repülőtér egyik kifutópályája

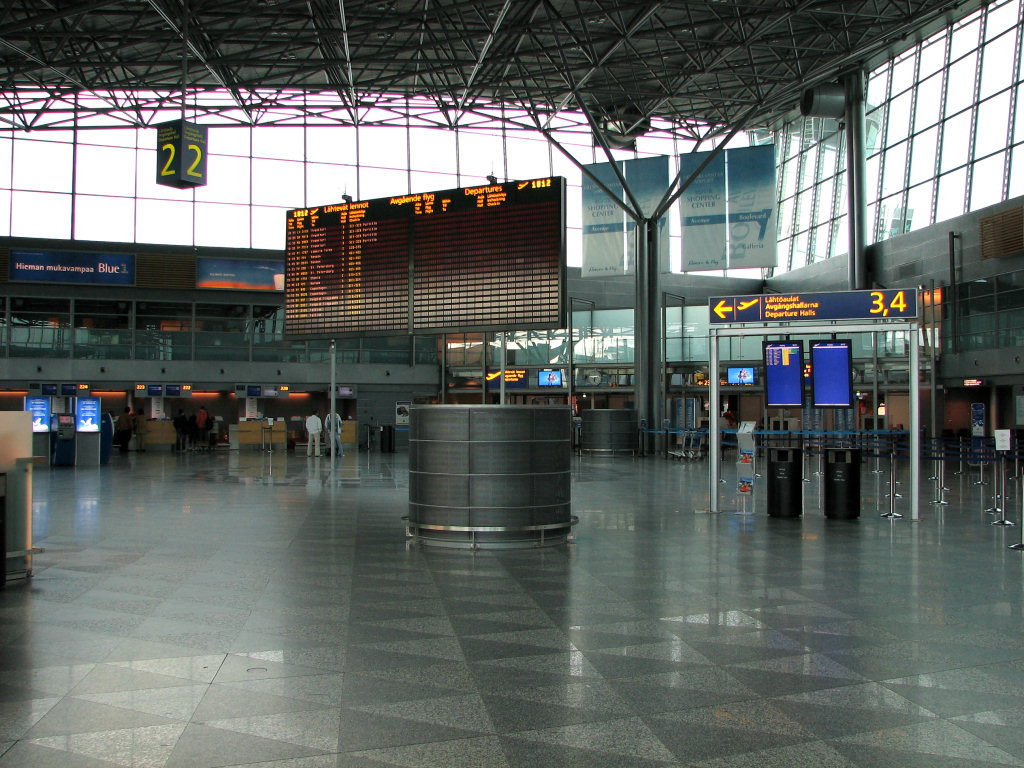
2-es Terminál

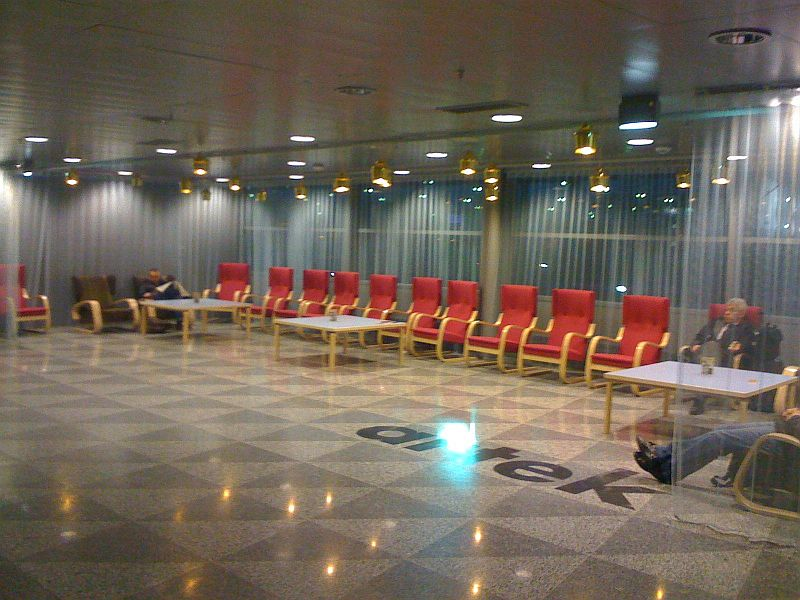
1-es Terminál

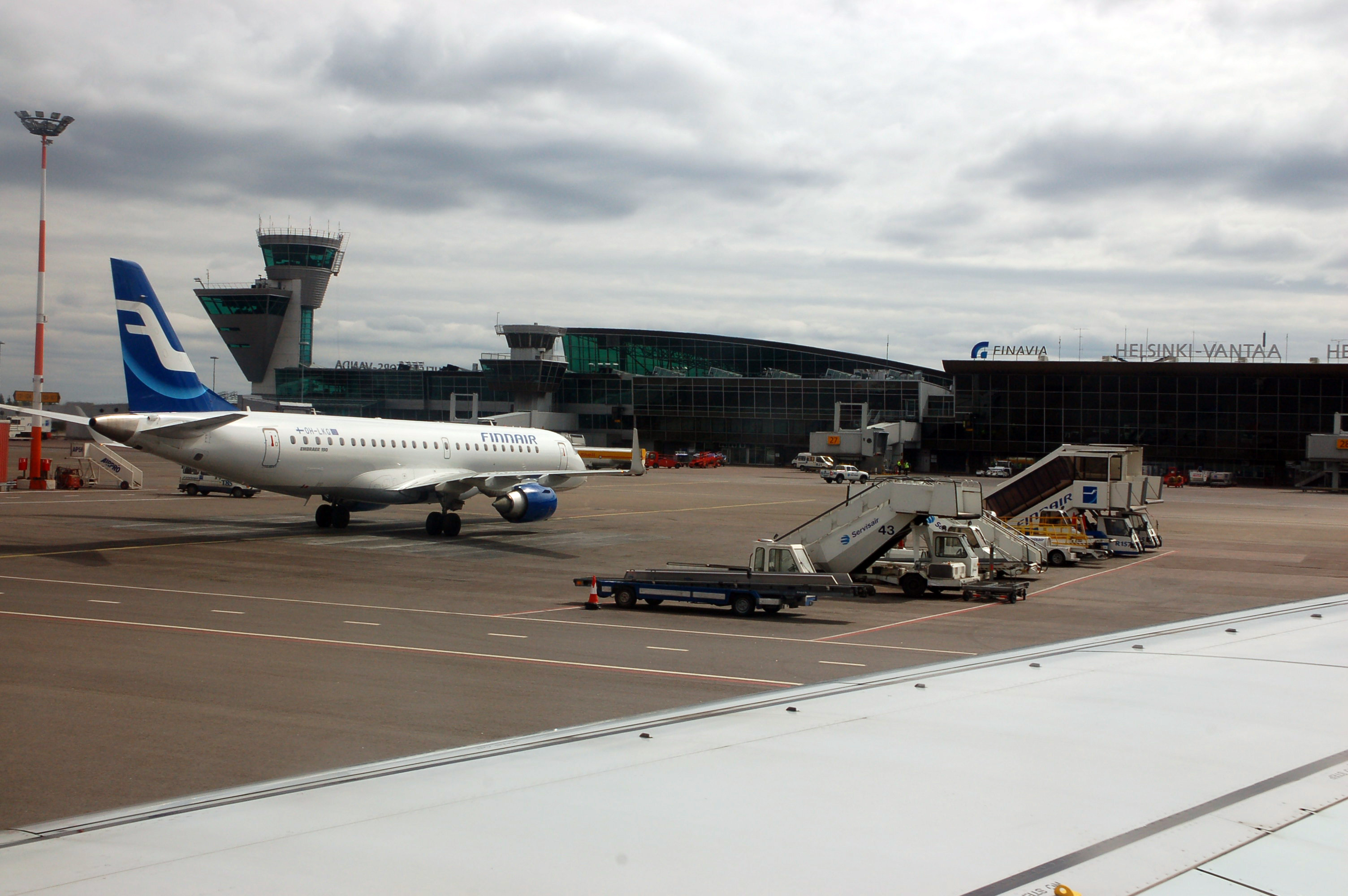
A Finnair Embraer 190-es gépe a repülőtéren

A Helsinki (más néven Helsinki-Vantaai repülőtér, finn Helsinki-Vantaan lentoasema, svéd Helsingfors-Vanda flygplats) (IATA: HEL, ICAO: EFHK) nemzetközi repülőtér, Finnország legnagyobb és Skandinávia negyedik legnagyobb forgalmú repülőtere. A Helsinki mellett (a városközponttól 17 km-re északra) található Vantaa városában található. Eredetileg az 1952. évi nyári olimpiai játékokra épült.
A repülőteret az állami Finavia cég működteti, mely Finnország többi repülőterét is igazgatja. 1999-ben a IATA a helsinki repülőteret a világ legjobb repülőterének választotta. Egy 2006-os felmérés szintén a világ egyik legjobb repülőterének nevezte az itteni légikikötőt.
A repülőtér három kifutópályája nem akadályozza a repülőtér jövőbeni bővítését. Olyan szilárd a pálya, hogy Airbus A340-es és Airbus A350-es gépet is képes fogadni. A repülőtér belföldi és külföldi járatokat is fogad. Legfőbb hazai társasága a Finnair, de a Blue1, az Air Finland és a Finncomm Airlines is bázisaként kezeli.

## Forgalom
Az utasforgalom az elmúlt években az alábbi módon változott:
| Utasok száma | 9 355 180 | 10 030 918 | 9 710 920 | 12 147 781 | 12 611 187 | 14 866 071 | 15 948 838 | 18 892 386 | 21 861 082 | 12 882 861 |
|              | 1998      | 2001       | 2003      | 2006       | 2009       | 2011       | 2014       | 2017       | 2019       | 2022       |

## Terminálok, légitársaságok és úticélok
A repülőtér két terminálra van osztva, melyek 250 méterre helyezkednek el egymástól. Nem egyes (belföldi) és kettes (külföldi) terminálra vannak osztva, mint korábban hanem schengeni és nem-schengeni területi terminálokra. A nem-schengeni terminált bővítették, 2009 végére készült el, így nyolc nagy testű gépet is képes már fogadni (melyek közül kettő a Finnair új Airbus A340-ese).
| A repülőtéren megforduló légitársaságok | A repülőtéren megforduló légitársaságok | A repülőtéren megforduló légitársaságok |
| Légitársaság                            | Úticél | Terminál                                |
| --------------------------------------- | --- | --------------------------------------- |
| Aer Lingus                              | Dublin | 2                                       |
| Aeroflot                                | Seremetyjevói nemzetközi repülőtér | 2                                       |
| Air Åland                               | Mariehamn | 2                                       |
| airBaltic                               | Riga | 1                                       |
| Air Finland                             | Alicante, Chania, Málaga | 2                                       |
| Austrian Airlines                       | Bécs | 1                                       |
| Blue1                                   | Athén, Barcelona, Berlin, Brüsszel, Biarritz, Dubrovnik, Göteborg, Ivalói repülőtér, Kittilä , Koppenhága, Kuopio, Kuusamo, London-Heathrow-i repülőtér, Milánó-Malpensai repülőtér, Nizza, Oslo-Gardermoen, Oulu, Párizs-Charles de Gaulle repülőtér, Róma, Rovaniemi, Split, Stockholm-Arlanda repülőtér, Vaasa, Zürich | 1                                       |
| British Airways                         | London-Heathrow-i repülőtér | 2                                       |
| Sun Air of Scandinavia                  | Billund | 2                                       |
| City Airline                            | Göteborg | 1                                       |
| Czech Airlines                          | Prága | 2                                       |
| EasyJet                                 | London-Gatwick, Párizs-Charles de Gaulle repülőtér, Manchester | 2                                       |
| Finnair                                 | Amszterdam, Bangkok, Barcelona, Bécs, Bergen (időszakos), Berlin-Tegel, Boston, Brüsszel, Budapest, Delhi, Düsseldorf, Frankfurt, Genf, Göteborg, Hamburg, Hongkong, Atatürk nemzetközi repülőtér, Ivalói repülőtér, Joensuu, Jyväskylä, Kajaani, Kijev, Kittilä, Kokkola-Jakobstad, Koppenhága, Kuopio, Kuusamo, Lisszabon, Ljubljana, London-Heathrow, Madrid, Manchester, Milánó-Malpensai repülőtér, Miami, Seremetyjevói nemzetközi repülőtér, München, Nagoja, John Fitzgerald Kennedy nemzetközi repülőtér, Kanszai nemzetközi repülőtér, Oslo-Gardermoen, Oulu, Peking, Párizs-Charles de Gaulle repülőtér, Prága, Riga, Róma, Rovaniemi, Szentpétervár, Sanghaj-Putungi nemzetközi repülőtér, Szöul, Stockholm-Arlanda repülőtér, Tallinn, Toronto, Tokió, Vaasa, Venice-Marco Polo, Varsó, Jekatyerinburg, Zürich | 2                                       |
| Finncomm Airlines                       | Enontekiö, Joensuu, Jyväskylä, Kemi/Tornio, Kokkola/Jakobstad, Kuopio, Kuusamo, Norrköping, Pori, Savonlinna, Seinäjoki, Vaasa, Varkaus | 2                                       |
| Icelandair                              | Reykjavík-Keflavík | 2                                       |
| KLM                                     | Amszterdam | 1                                       |
| LOT                                     | Varsó | 1                                       |
| Lufthansa                               | Frankfurt, München | 1                                       |
| Meridiana                               | Firenze | TBA                                     |
| Norwegian                               | Oslo-Gardemoen, Stockholm-Arlanda repülőtér | 2                                       |
| Rossiya                                 | Szentpétervár | 2                                       |
| Scandinavian Airlines                   | Koppenhága, Stockholm-Arlanda repülőtér | 1                                       |
| Severstal Air Company                   | Petrozavodszk | 2                                       |
| TAP Portugal                            | Lisszabon | 1                                       |
| Turkish Airlines                        | Atatürk nemzetközi repülőtér | 2                                       |
| Ukraine International Airlines          | Kijev | 2                                       |
| Wingo xprs                              | Lappeenranta, Stockholm Bromma repülőtér | 1                                       |